# Goldman-Taschenratte
Die Goldman-Taschenratte (Cratogeomys goldmani) ist ein in Mexiko endemisch verbreitetes Nagetier in der Familie der Taschenratten. Sie zählte bis zum Beginn der 2000er Jahre als Synonym der Gelbgesicht-Taschenratte (Cratogeomys castanops).

## Merkmale
Ausgewachsene Exemplare haben mit einer Gesamtlänge von 178 bis 278 mm, inklusive eines 55 bis 90 mm langen Schwanzes eine recht variable Größe. Dies spiegelt sich im Gewicht wider, dass bei Männchen zwischen 150 und 400 g sowie bei Weibchen zwischen 150 und 300 g liegt. Die Länge der Hinterfüße beträgt 29 bis 38 mm und die Ohren sind 5 bis 6 mm lang. Allgemein leben die kleineren Individuen in trockenen Gebieten. Das gelbbraune bis rotbraune Fell der Oberseite ist mehr ockerfarben getönt als bei der Gelbgesicht-Taschenratte. Die Unterseite ist von cremefarbenen bis weißen Fell bedeckt. Im erstgenannten Fall sind oft mehrere weiße Punkte auf Bauch, Körperseiten und Hinterteil vorhanden. Im Oberkiefer kommt auf der Vorderseite der Schneidezähne eine senkrechte Rille vor. Der diploide Chromosomensatz enthält 42 Chromosomen (2n=42).

## Verbreitung und Lebensweise
Die Art lebt im nördlichen Mexiko in den Bundesstaaten Zacatecas, Nuevo Leon und San Luis Potosí. Sie hält sich in sandigen Halbwüsten mit spärlichem Bewuchs auf und besucht Landwirtschaftsflächen. Das Verbreitungsgebiet liegt auf 750 bis 2650 Meter Höhe.
Das Verhalten entspricht vermutlich der Gelbgesicht-Taschenratte, mit der die Art das Revier teilt, und anderen Gattungsvertretern. Trächtige Weibchen sind aus dem April und August bekannt.

## Gefährdung
Für den Bestand liegen keine Bedrohungen vor. Vermutlich werden einige Exemplare auf Ackerflächen als Schädlinge bekämpft. Die IUCN listet die Goldman-Taschenratte als nicht gefährdet (least concern).